# Michaël Schock
Michaël Schock (aussi Mickael Schock), pseudonyme de Michael Schoch, est un réalisateur, auteur et acteur suisse, née à Nice le 8 mars 1947.

## Biographie
Michaël Schock est un réalisateur, auteur et acteur suisse vivant en France, surtout connu pour ses films de cinéma des années 1970 et 1980. Il est également gérant de la production cinématographique YATAGAN FILMS, basée à Paris.

### Origines
Michaël Schock est né à Nice en 8 mars 1947,.

## Filmographie

### Réalisateur

#### Cinéma
- 1978 : Trocadéro bleu citron
- 1984 : Un été d'enfer
- 1987 : Les Nouveaux Tricheurs

#### Clips musicaux
- 1986 : Une autre histoire de Gérard Blanc
- 1988 : L'enfant que je n'ai jamais eu de Mireille Mathieu

### Acteur

#### Cinéma
- 1970 : Le Dernier Saut d'Édouard Luntz
- 1980 : Brigade criminelle (International Prostitution) de Sergio Gobbi

#### Télévision
- 1967 : Une aventure de Sherlock Holmes de Jean-Paul Carrère
- 1969 : Le Bœuf clandestin de Jacques Pierre
- 1971 : Le Voyageur des siècles (mini-série) de Jean Dréville